# Laomedeia (měsíc)
Laomedeia je jedním z měsíců planety Neptun. Byl objeven Matthewem Holmanem a jeho týmem 13. srpna 2002. Je pojmenovaný po jedné z padesáti Néreoven z řecké mytologie. Jeho původní označení bylo S/2002 N 3, své jméno dostal 3. února 2003. Obíhá planetu ve vzdálenosti zhruba 23 571 000 km. Jeho průměr je přibližně okolo 42 km.